# Fredensborg-Humlebæk
Fredensborg-Humlebæk était une municipalité du département de Frederiksborg, au nord est de l'île de Seeland au Danemark.
Elle fut regroupée avec l'ex-commune de Karlebo en 2007 pour devenir la commune de Fredensborg.